# Esplanade de chant (Tartu)
L'Esplanade de chant de Tartu (en estonien : Tartu lauluväljak) ou Scène de chant de Tartu (en estonien : Tartu laululava) est une scène musicale à Tartu en Estonie.

## Présentation
L'arène est située sur une colline à la frontière de Tähtvere et de Supilinn.
L'arène accueille des concerts, des soirées de chant et de danse, des événements sportifs et des représentations théâtrales.
Le marathon de Tartu, entre-autres événements, y est lancé depuis de nombreuses années.
L’arène est gérée par la fondation Tähtvere Puhkepark.
La superficie du dispositif est d'environ 1 hectare. La hauteur de l'arche de la scène de chant est de 28 m, la largeur est de 54 m et la profondeur est de 42 m.
La chambre sonore de la scène de chant est un écran acoustique en forme de paraboloïde hyperbolique, qui ne réfléchit le son qu'une seule fois.
La tribune des spectateurs et les marches de la scène forment un seul ensemble ovale, rappelant un amphithéâtre. La tribune est divisée en 4 secteurs totalisant 10 000 places, les coteaux peuvent accueillir jusqu'à 5 000 spectateurs-auditeurs.
L'arène accueille jusqu'à 20 événements chaque année.
Un centre de loisirs s'est développé autour de l’arène, où se trouvent un parc pour enfants, un skatepark et un parc sportif avec des parcours de santé au bord de la rivière.
En hiver, une patinoire gratuite est ouverte.

## Galerie

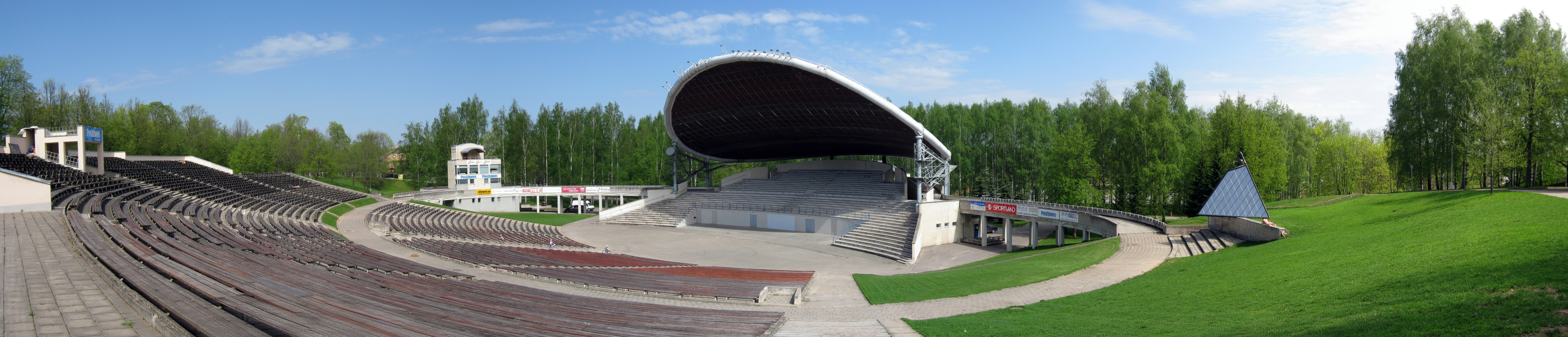
L'arène.